# 大物主神社
大物主神社（おおものぬしじんじゃ）は、兵庫県尼崎市にある神社。旧大物町（現・大物町二丁目）・大物村（現・東大物町付近）における、地域住民の氏神として信仰されている。

## 歴史

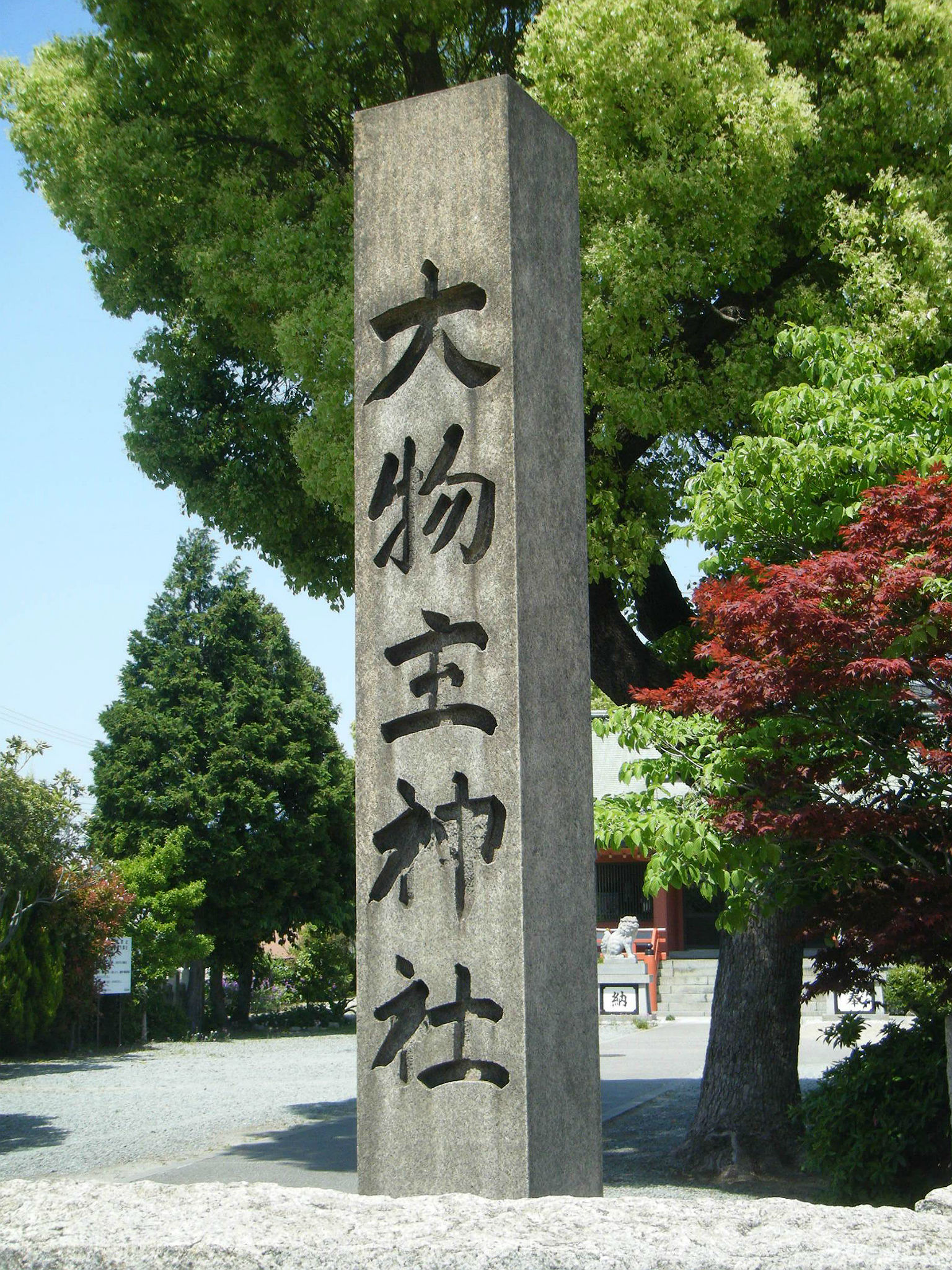
社号標　1937年（昭和12年）建立

### 社号
江戸時代までは大物社、大物若宮、若宮社、若宮弁財天、若宮八幡等と称され、明治初年の神仏判然令公布以降、主祭神を大物主と制度上確定した際に現社号となった。

### 伝承
当時点在した三角州の一つに祀りの場として大物主の社が建てられた。創建者として、大物主の子孫・大田田根子のさらに子孫となる鴨部祝、あるいは氏族の一人が関わっている。
平安時代後期には、安芸守であった平清盛が厳島神社の祭神を勧請合祀。当社に近く、海上交通の要所かつ難所であった大物浦の安全を祈念した。その後、源頼朝から追討された義経が大物浦より船出する際、当社東側にあった七軒長屋に一時滞在している。

### 年表
- 年代不詳 - 創建
- 1159年（平治元年） - 平清盛が厳島神社より市杵島姫命を勧請・合祀
- 1185年（元暦2年） - 源義経が西国（九州）逃亡の際、付近の七軒長屋に逗留したとされる
- 1874年（明治7年） - 社号が現在の大物主神社となる

## 祭神

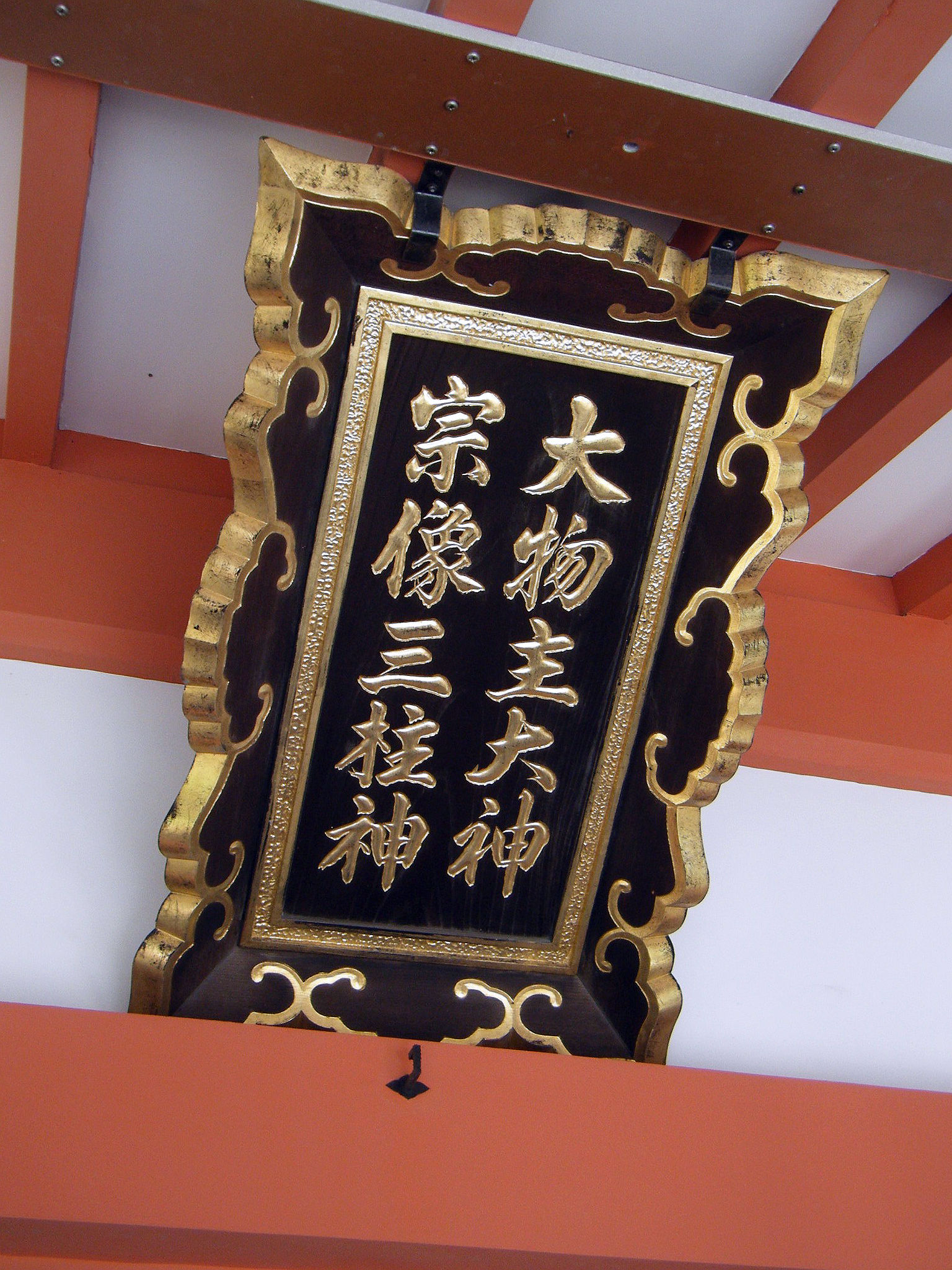
拝殿・扁額　祭神名が記されている。

社号を若宮と称した頃の主祭神は、勧請した厳島神社と同じ市杵島姫命であったと伝えられている。その後前述の通り大物主となり、交通の守り神として宗像三柱神が祀られている。
- 主祭神：大物主大神　配神：市杵島姫命、田心姫命、湍津姫命
- 境内相殿社4社

## 祭事
- 7月21日：例祭
- 11月6日：祭儀（非公開）

その他定例祭として、歳旦祭、元始祭、節分、紀元祭、祈年祭、上巳祭、春分、昭和祭、端午、夏越大祓、平和祈念祭、秋分、神嘗祭当日祭、新嘗祭、天長節、大晦大祓などがある。

## 境内

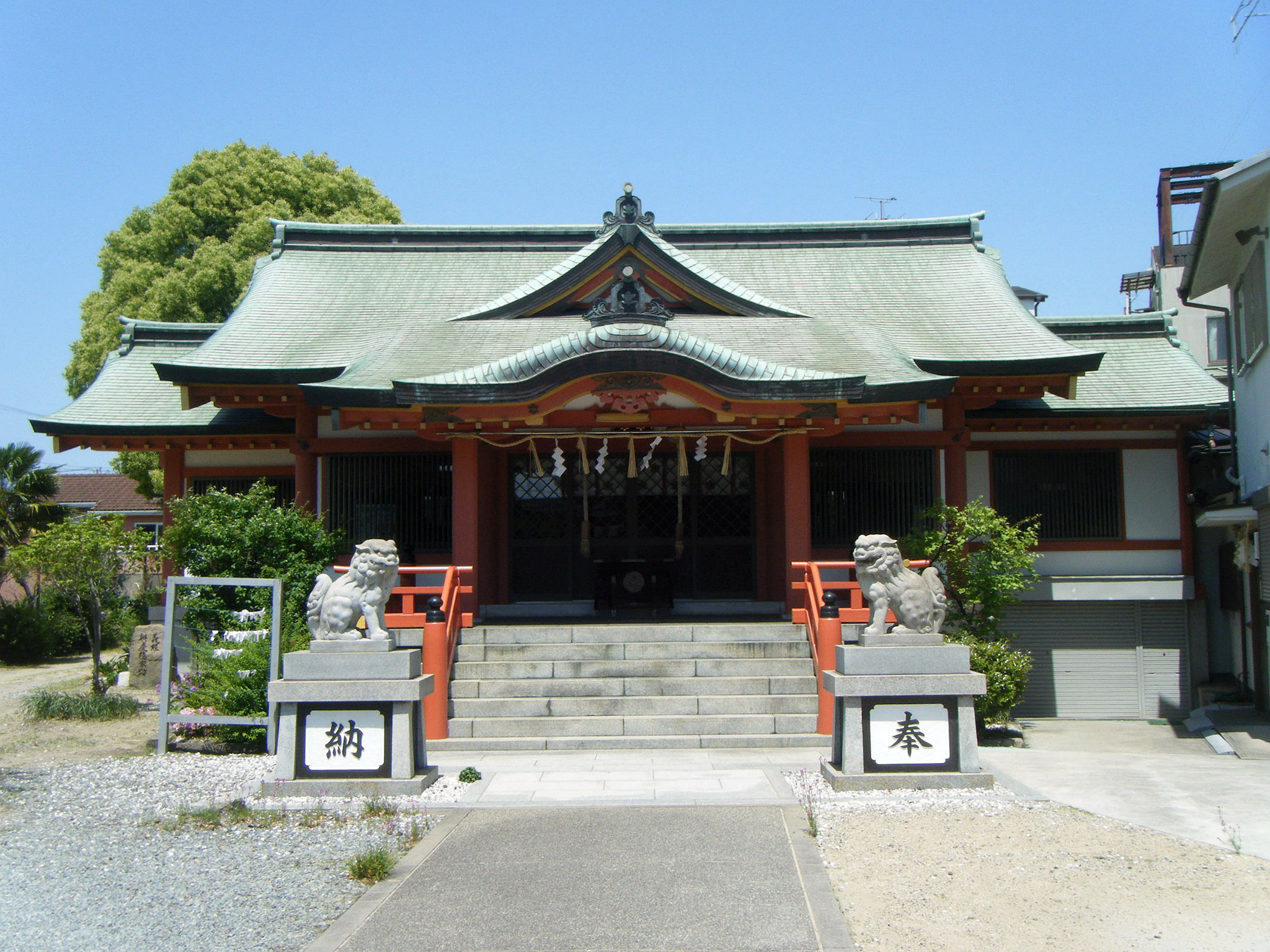
拝殿

社殿
拝殿・幣殿・本殿が連なる。柱・梁は朱塗り。
義経弁慶隠家跡碑
社殿左手にある石碑。前述の源義経逗留の伝承を守るため有志により建てられた。元々は1928年（昭和3年）、昭和天皇即位記念建碑事業の一環として当社東側の道路上に建てられていたが、空襲により消失したもの。
汁醤油発祥之地碑
南門鳥居西側にある石碑。平安時代末期に大物で生まれ、太平洋戦争後途絶えた「尼の生醤油」の醸造が40数年振りに復活した記念として建立された。

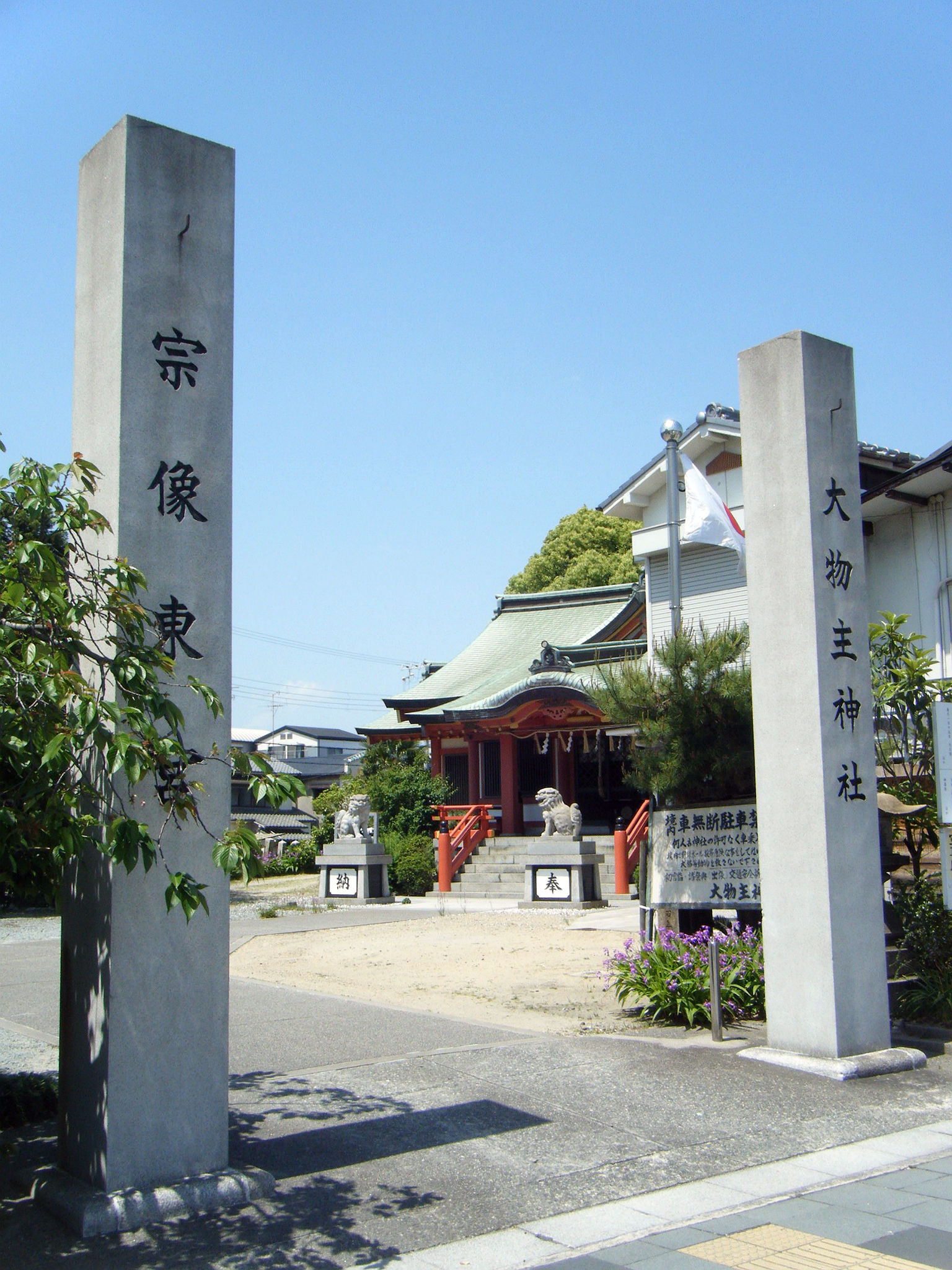
東門
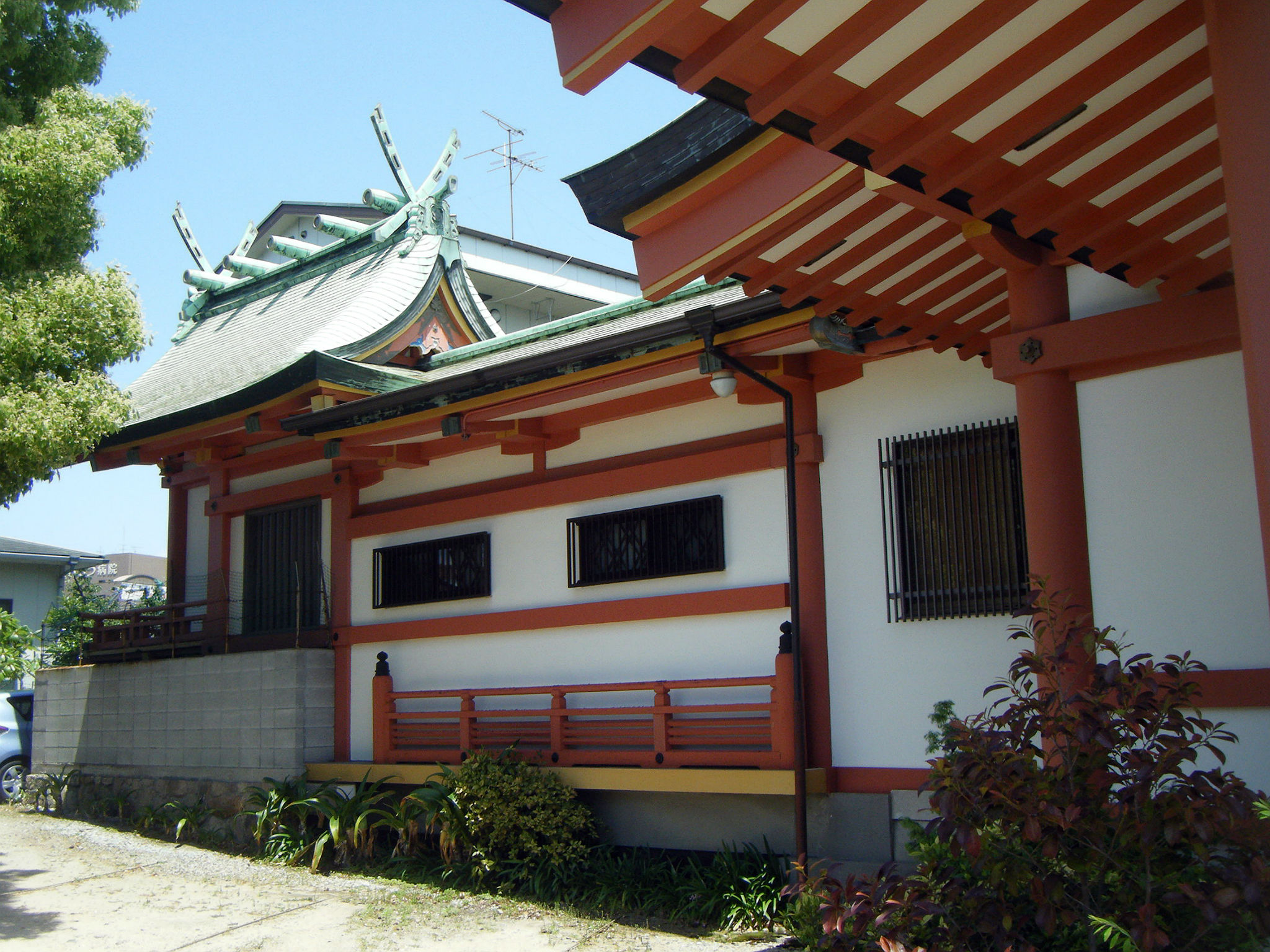
拝殿に続く幣殿・本殿
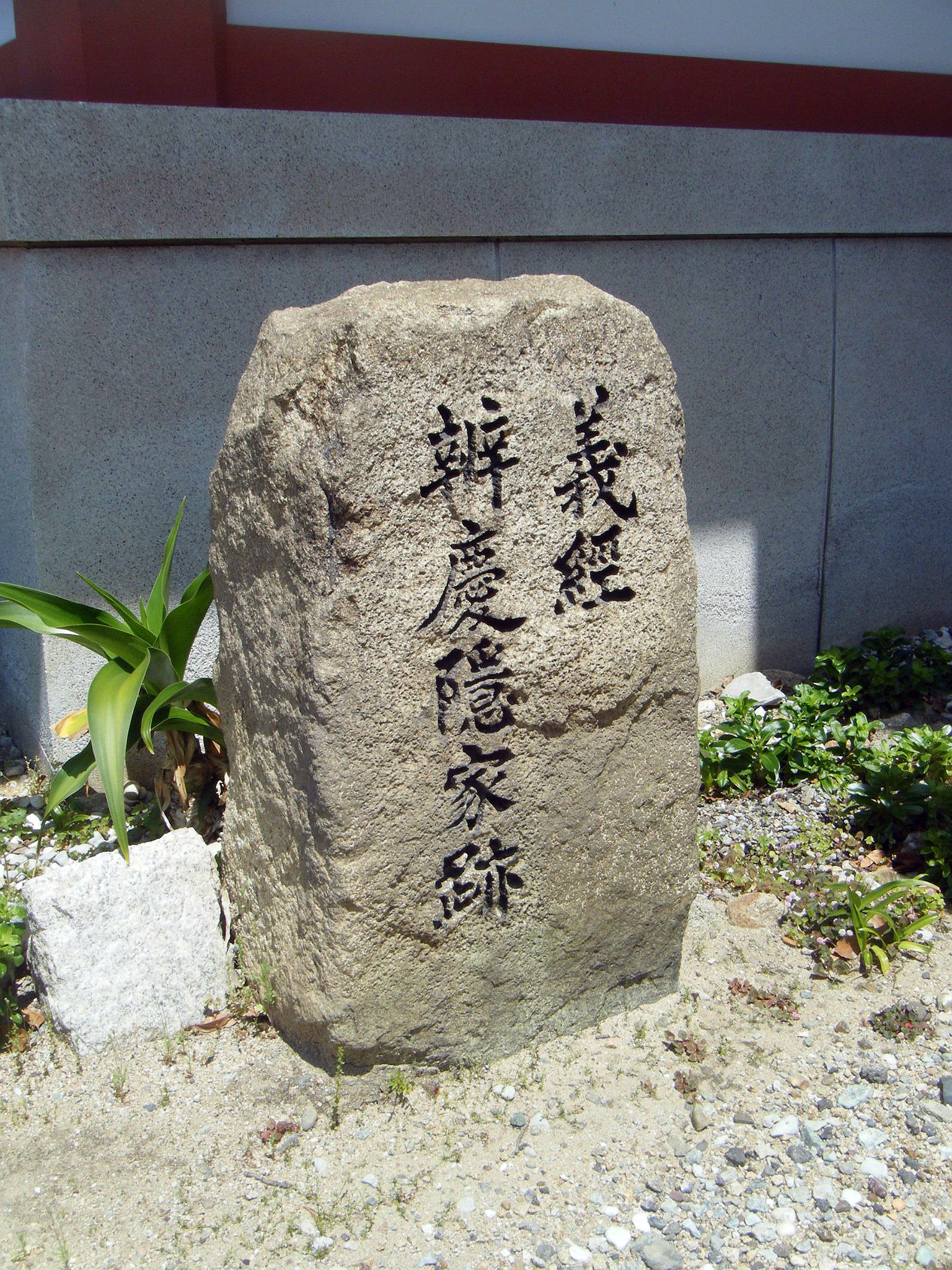
義経弁慶隠家跡碑
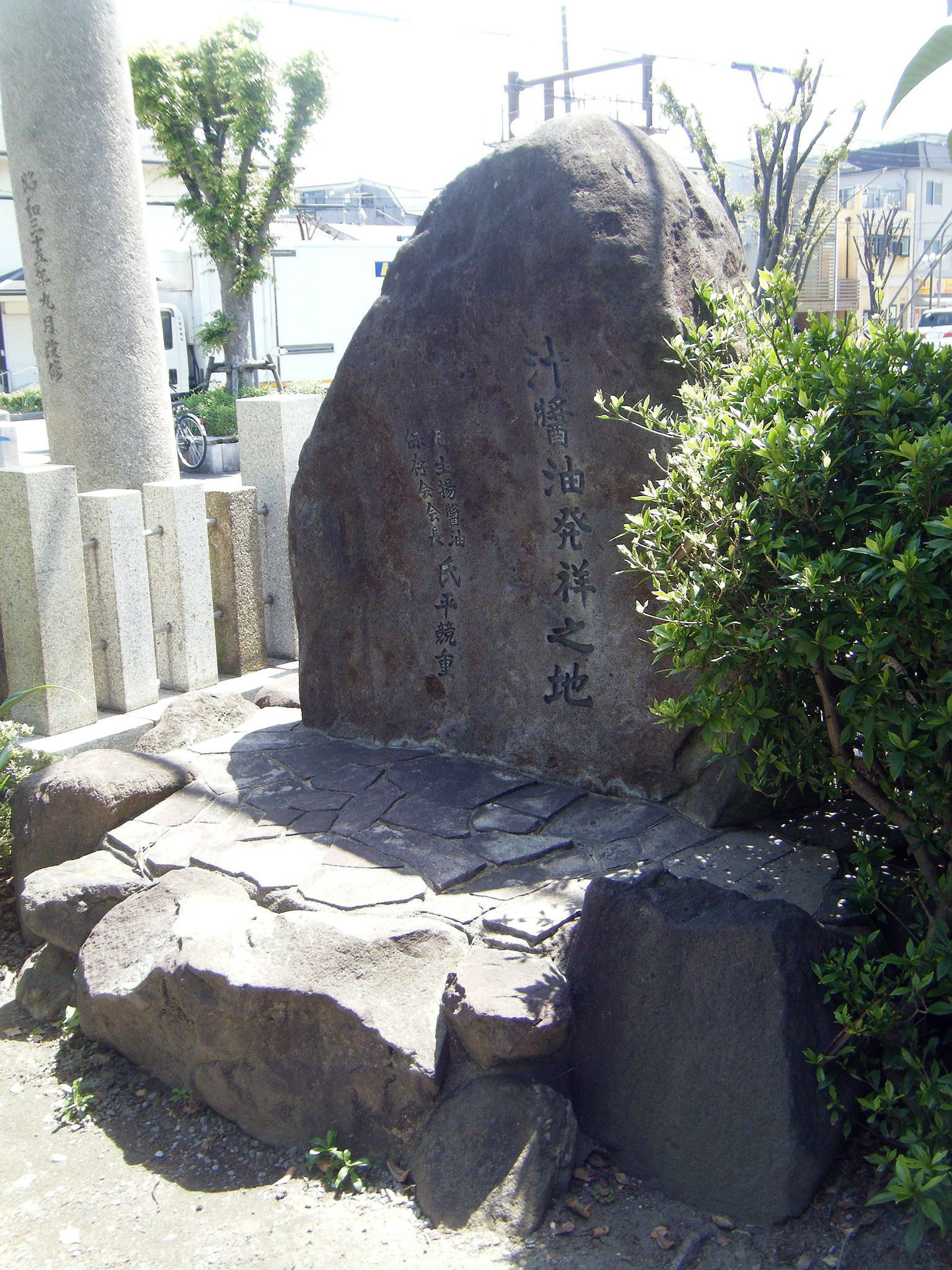
汁醤油発祥之地碑

## 交通
- 阪神大物駅下車　南へ徒歩約2分
- 阪神バス（尼崎市内線）「阪神大物」バス停下車　南へ徒歩約2分　※JR尼崎駅より運行